# راب دلینی
راب دِلِینی (به انگلیسی: Rob Delaney) (زادهٔ ۱۹ ژانویهٔ ۱۹۷۷) کمدین، بازیگر و نویسندهٔ آمریکایی است. او بیشتر برای هنرنمایی و نویسندگی در سریال تلویزیونی فاجعه مشهور است.

## اوایل زندگی
دیلنی در ماربلهد، ماساچوست بزرگ شد. او در مدرسه هنر تیش دانشگاه نیویورک تحصیل کرد و در سال ۱۹۹۹ در رشته موسیقی و تئاتر فارغ‌التحصیل شد.

## فیلم‌شناسی
| سال   | کار                                      | نقش                                       | یادداشت                                 |
| ----- | ---------------------------------------- | ----------------------------------------- | --------------------------------------- |
| ۲۰۰۷  | دختران سرکش گمشده                        | خود                                       |                                         |
| ۲۰۰۹  | کما و بس.                                | دن هامفورد                                | ده قسمت                                 |
| ۲۰۰۹  | فضا فضانوردان                            | فرمانده کیک                               |                                         |
| ۲۰۱۰  | این هفته در کمدی                         | خود                                       |                                         |
| ۲۰۱۱  | اسموکینگ گان تقدیم می‌کند: احمق‌ترین جهان  | خود                                       | شش قسمت                                 |
| ۲۰۱۲  | کی و پیل                                 | مشاور ستاد / مرد سفیدپوست در نبلیغ نیگراف | دو قسمت                                 |
| ۲۰۱۲  | قرار اول با توبی هریس                    | برد                                       |                                         |
| ۲۰۱۳  | برنامه زنده راب دلینی در تالار رقص باوری |                                           | اجرای زنده ویژه موجود در نتفلیکس        |
| ۲۰۱۴  | زندگی پس از بث                           | گوینده خبر                                |                                         |
| ۲۰۱۵- | فاجعه                                    | راب                                       | خالق مشترک، نویسنده مشترک و بازیگر اصلی |
| ۲۰۱۸  | ددپول ۲                                  | پیتر و.                                   |                                         |
| ۲۰۲۱  | خانه خوب                                 |                                           |                                         |
| ۲۰۲۲  | حباب                                     |                                           |                                         |
| ۲۰۲۴  | ددپول و ولورین                           | پیتر                                      |                                         |